# Shane Dawson
Shane Lee Dawson (de nom, Yaw; Long Beach, 19 de juliol de 1988) és un youtuber, actor, humorista, cantant, compositor i director de cinema estatunidenc. Dawson és conegut pels vídeos d'humor amb molts personatges recurrents (com Shananay, Ned the Nerd, S. Deezy, Mom, Aunt Hilda, Fruitlupe i, recentment, Amy), les seves imitacions de celebritats (com Paris Hilton, Miley Cyrus i Sarah Palin) i per les paròdies de vídeos musicals populars i de programes de televisió. La majoria de les seves principals produccions van ser realitzades amb l'ajuda de la productora Lauren Schnipper.
L'abril de 2016 els seus canals de YouTube, en conjunt, tenien més de 16,4 milions de subscriptors i més de 3 mil milions de visites. El març de 2012 Dawson va encetar la carrera musical publicant sis senzills. També ha llançat nombroses paròdies de vídeos musicals. El 2013 va crear el podcast, Shane and Friends, protagonitzat per ell i la seva amiga Jessie Buttafuoco (originalment, amb la productora Lauren Schnipper), i que encara s'emet. Des del juliol de 2016 s'havien publicat seixanta episodis, fets amb múltiples usuaris de YouTube i celebritats convidades.
El 2014 Dawson va estrenar la seva primera pel·lícula, Not Cool, dirigida i protagonitzada per ell mateix. A principis de 2015 Dawson va publicar un llibre de memòries titulat I Hate Myselfie. El 2015, en el seu aniversari, va publicar un altre llibre, It Gets Worse, acompanyat d'un curtmetratge.